# 渡辺大輔 (俳優)
渡辺 大輔（わたなべ だいすけ、1982年11月6日 - ）は、日本の俳優である。神奈川県出身。ダブルフォックス所属からフリーランスを経て、2011年より株式会社ビーエムアイに所属。身長182cm。

## 略歴
特技は水泳、趣味はサッカー。10代半ばまで競泳でオリンピック出場を目指していた。
高校在学中から俳優を志すが、周囲のアドバイスを受けて道都大学へ進み建築デザインを学ぶ。卒業後にアルバイトをしながらオーディションを受け芸能界入りを目指す。
2005年、雑誌『Audition』に掲載されていた「ダブルフォックス新人募集」のオーディションに応募し合格した。
2006年、『ウルトラマンメビウス』のイカルガ・ジョージ役で俳優デビュー。主人公ヒビノ・ミライ役のオーディションに落ちていたが、同作の監修であった円谷一夫の推薦により隊員役での出演となった。
2007年12月から『ミュージカル・テニスの王子様』に青学4代目・手塚国光役で出演。その後も舞台を中心に活動する。
2010年にダブルフォックスを離れフリーに転進し、2011年から株式会社ビーエムアイに所属となる。同社のエグゼクティブ・プロデューサー高杉敬二と会った際に、自身の誕生日が（高杉が生前から支え続けた）本田美奈子.の命日と同じことに「縁を感じた」と語っている。

## 出演

### テレビドラマ
- ウルトラマンメビウス（2006年4月8日 - 2007年3月31日、中部日本放送 / TBS系列） - イカルガ・ジョージ 役
- 男子ing!!（2012年9月14日 - 2013年2月8日、TOKYO MX）
- Club SLAZY Extra invitation ～Malachite～（2017年10月 - 2018年3月、TOKYO MX 1） - King 役

### 舞台
- ウルトラマンプレミアステージ（2007年5月2日 - 7日、中日劇場） - イカルガ・ジョージ 役
- ミュージカル・テニスの王子様（2007年 - 2009年） - 青学4代目 手塚国光 役
  - The Progressive Match 比嘉 feat.立海（2007年12月12日 - 2008年2月11日）
  - Dream Live 5th（2008年5月17日・18日、横浜アリーナ / 5月24日・25日、神戸ワールド記念ホール）
  - The Imperial Presence 氷帝 feat.比嘉（2008年7月29日 - 11月3日）
  - The Treasure Match 四天宝寺 feat. 氷帝（2008年12月13日 - 2009年1月25日）
  - Dream Live 6th（2009年5月2日・3日、東京体育館 / 5月9日・10日、神戸ワールド記念ホール）
- 桜 SAKURA サクラ（2009年3月25日 - 31日、前進座劇場） - 佐原孝広 役
- 30-DELUX Action Club MIX「ナナシ」（2009年6月10日 - 14日、全労済ホール スペース・ゼロ / 6月20日・21日、東海テレビピアホール / 6月25日 - 27日、松下IMPホール） - 鷹丸 役
- Rock'n Jam Musical（2009年9月5日 - 13日、新国立劇場）
- リストランテ（2009年12月9日 - 13日、シアターサンモール） - ツヨシ 役
- BUTLER×BATTLER 〜執事王選手権〜（2010年1月21日 - 24日、シアターサンモール） - ミライ 役
- home（2010年7月21日 - 26日、赤坂 RED THEATER） - まさる 役
- 人生はショータイム!（2010年9月30日 - 10月7日、全労済ホール スペース・ゼロ） - 桜庭幹生 役
- トラブルショー（2010年11月11日 - 16日、IMAホール） - 玉木太郎 役
- ミラクル☆トレイン〜大江戸線へようこそ〜（2010年12月8日 - 15日、全労済ホール スペース・ゼロ） - 新宿凛太郎 役
- VOYAGE 〜光の射す方へ〜（2011年3月2日 - 8日、シアターサンモール） - 主演 ジンギ 役
- プリンスセブン -フツーの王子をぶっとばせ!!-（2011年4月8日 - 17日、シアターグリーン） - 主演 ドック 役
- ウルトラマンプレミア2011（2011年5月1日 - 5日、中日劇場） - 主演 シン / ウルトラマンゼロ 役
- ロイヤルホストクラブ（2011年6月9日 - 12日、シアター1010） - 芥川直木 役
- LOVE（2011年7月17日 - 24日、赤坂 RED THEATER） - 深川竜一 役
- カンタレラ（2011年8月3日 - 7日、全労済ホール スペース・ゼロ） - ジョヴァンニ・デ・メディチ 役 ※友情出演
- 恋、ほのか 〜何年後かのI love you〜（2011年9月16日 - 19日、六行会ホール） - 主演 中川純 役
- 男子ing!!（2011年10月14日 - 20日、相鉄本多劇場） - 主演 シンゴ 役
- EAST SIDE STORY（2011年12月1日 - 7日、全労済ホール スペース・ゼロ） - 敦士 役
- 不思議な町の王子様（2012年2月8日 - 12日、シアターサンモール） - 主演 一条蘭 役
- カンタレラ2012 〜裏切りの毒薬〜（2012年3月7日 - 13日、博品館劇場） - ジョヴァンニ・デ・メディチ 役
- 朗読能シアター 船弁慶 -宝生流能楽公演「体感する能」より-（2012年4月7日 - 8日、アムラックス） - 源義経 役
- ミラクル☆トレイン〜大江戸線へようこそ〜 2nd approach（2012年4月13日 - 22日、全労済ホール スペース・ゼロ） - 新宿凛太郎 役
- 第六回 和の会主催 宝生流能楽公演「体感する能 船弁慶」（2012年5月26日、宝生能楽堂） - ナビゲーター
- 五線紙の上のジェーン（2012年6月3日 - 10日、あうるすぽっと） - 山城克人 役
- 浮遊するfitしない者達（2012年7月26日 - 30日、紀伊國屋ホール） - 獣 役
- コミックス☆GO!GO!（2012年8月17日 - 26日、俳優座劇場） - 主演 戸塚治 役
- ミュージカル「客家-HAKKA- 〜千古光芒の民〜」（2012年11月9日 - 18日、天王洲 銀河劇場） - 羅 役
- 夜のミラクル☆トレイン〜大江戸線へようこそ〜 Sweet Dream Express（2012年12月28日 - 30日、新宿FACE） - 新宿凛太郎 役
- 舞台版 不毛会議（2013年1月9日 - 15日、CBGKシブゲキ!!） - 荒畑中尉 役
- 不思議な町の王子様 第二章（2013年2月20日 - 24日、シアターサンモール） - 主演 一条蘭 役
- ミュージカル「天翔ける風に」（2013年6月10日 - 25日、シアタークリエ / 6月29日・30日、梅田芸術劇場） - 志士ヤマガタ 役
- ポチッとな。-Switching On Summer-（2013年7月11日、俳優座劇場）※ゲスト出演
- ミュージカル ドラキュラ（2013年8月23日 - 9月8日、東京国際フォーラム） - ジャック・スアード医師 役
- LIVING ADV「STEINS;GATE」（2013年10月12日 - 20日、Zepp Diver City） - 主演 岡部倫太郎 役
- Club SLAZY The 2nd invitation〜Sapphire〜（2013年12月6日 - 15日、全労済ホール スペース・ゼロ） - 主演 King 役
- 七変化音楽劇 有頂天家族（2014年1月16日 - 26日、本多劇場 / 2月8日、京都劇場） - 下鴨矢一郎 役
- ミュージカル「ちぬの誓い」（2014年3月21日 - 31日、東京芸術劇場 / 4月5日・6日、兵庫県立芸術文化センター） - 常世丸（錠前外しのテツ） 役
- 朗読能シアター 殺生石 -宝生流能楽公演「体感する能」より-（5月10日・11日、東京芸術劇場） - 陰陽師 役
- ミュージカル「familia -4月25日誕生の日-」（2014年11月29日・30日、兵庫県立芸術文化センター / 12月5日 - 16日、東京芸術劇場 / 12月20日、まつもと市民芸術館） - ジルベルト 役
- ブラッドブラザース（2015年2月14日 - 28日、新橋演舞場 / 3月4日 - 15日、大阪松竹座） - サミー 役
- 逆転裁判2〜さらば、逆転〜（2015年4月29日 - 5月10日、俳優座劇場） - 主演 成歩堂龍一 役
- ミュージカル「南太平洋」（2015年7月9日 - 8月13日、シアター1010 / 愛知県芸術劇場 大ホール / 兵庫県立芸術文化センター 阪急中ホール / 天王洲 銀河劇場 他） - ジョー・ケーブル海兵隊中尉 役
- 逆転裁判2〜さらば、逆転〜 再演（2015年10月31日 - 11月8日、俳優座劇場 / 11月21日 - 23日、ABCホール） - 主演 成歩堂龍一 役
- Honganji（2016年1月 - 2月、新歌舞伎座 / 中日劇場 / EX THEATER ROPPONGI）
- 1789 -バスティーユの恋人たち-（2016年4月 - 5月、帝国劇場） - デムーラン 役
- ミュージカル「南太平洋」（2016年7月7日 - 8月11日、新国立劇場 / 京都府丹後文化会館 / 浜松市浜北文化センター / 厚木市文化会館 / 帯広市民文化ホール 他） - ジョー・ケーブル海兵隊中尉 役
- ミュージカル「バイオハザード 〜ヴォイス・オブ・ガイア〜」（2016年9月 - 11月、赤坂ACTシアター / 梅田芸術劇場メインホール） - ダン・ギブソン 役
- ロミオ&ジュリエット（2017年1月 - 3月、赤坂ACTシアター / 梅田芸術劇場メインホール） - ティボルト 役
- 京の螢火（2017年11月3日 - 26日、明治座） - 有馬新七 / 中村藤次郎 役[7]
- 1789 -バスティーユの恋人たち（2018年4月 - 7月、帝国劇場） - デムーラン 役
- タイタニック（2018年10月、日本青年館 / シアター・ドラマシティ） - ジム・ファレル 役
- オン・ユア・フィート！（2018年12月、シアタークリエ / 2019年1月、博多・愛知・大阪） - エミリオ・エステファン 役
- ロミオ＆ジュリエット（2019年3月、国際フォーラム / 2019年4月、愛知・大阪） - ティボルト 役
- ラヴズ・レイバーズ・ロスト（2019年10月、シアタークリエ / 2019年11月、兵庫・福岡・愛知） - デュメーン 役
- ウェイトレス (2021年3月-5月、東京:日生劇場・福岡・大阪・名古屋)- アール 役
- 『本日も休診』（2021年11月12日～28日 ／明治座）- 柴田巡査役
- イントゥ・ザ・ウッズ（2022年1月11日 - 1月31日、日生劇場 / 2月6日 - 2月13日、神田芸術劇場メインホール) - 王子 役
- スワンキング（2022年6月上演予定 - 、東京国際フォーラム） - ビューロー 役[8][9]
- ミュージカル「DOROTHY（ドロシー）〜オズの魔法使い〜」（2022年8月20日 - 28日、東京：日本青年館ホール / 9月16日 - 19日、兵庫：兵庫県立芸術文化センター 阪急中ホール他全国巡演） - ブリキ 役[10]
- 最高のオバハン 中島ハルコ（2023年）- YUTAKA 役
- ミュージカル「20世紀号に乗って」（2024年3月12日 - 31日、東急シアターオーブ / 4月5日 - 10日、オリックス劇場） - ブルース・グラニット 役[11]
- ミュージカル「next to normal」（2024年12月6日 - 30日、シアタークリエ / 2025年1月、博多座 / 2025年1月、兵庫県立芸術文化センター 阪急中ホール） - ダン 役[12]
- ミュージカル「1789 -バスティーユの恋人たち-」（2025年4月8日 - 29日、明治座 / 5月、新歌舞伎座） - ラザール・ペイロール 役[13]
- ミュージカル「ジェイミー」（2025年7月、東京建物 Brillia HALL / 8月、新歌舞伎座 / 8月、愛知県芸術劇場 大ホール） - トレイ・ソフィスティケイ 役[14]

### 映画
- ウルトラマンメビウス&ウルトラ兄弟（2006年9月16日公開、松竹） - イカルガ・ジョージ 役
- タクミくんシリーズ2 虹色の硝子（2009年4月25日公開） - 崎義一 役
- 携帯彼氏（2009年10月24日公開） - リョウ 役
- 華鬼 三部作（2009年公開） - 士都麻光晴 役[15]
- タクミくんシリーズ3 美貌のディテイル（2010年1月30日公開） - 崎義一 役
- ガチンコ 喧嘩上等（2010年3月13日公開） - 木下次郎 役
- タクミくんシリーズ4 Pure〜ピュア〜（2010年12月18日公開） - 崎義一 役
- タクミくんシリーズ5 あの、晴れた青空（2011年8月20日公開） - 崎義一 役
- 不毛会議（2013年4月20日公開） - 荒畑中尉 役
- 僕たちの高原ホテル（2013年9月28日公開） - 主演 沢城柳也 役
- マジックナイト（2014年8月30日公開） - 九条蓮 役
- カバディーン!!!!!!!〜怒黒高校編〜（2014年10月11日公開） - 主演 伏見淳（センダ） 役

### オリジナルビデオ
- ウルトラマンメビウス外伝 アーマードダークネス（2008年） - イカルガ・ジョージ 役

### バラエティ
- サスケマニア 〜スポーツマンNO.1決定戦（2007年、TBS）
- イケメンデルの法則（2009年11月13日、関西テレビ）
- うまいッ!（2012年4月8日 - 、NHK総合） - 「食材ハンター」担当
- 超入門!落語 THE MOVIE「お菊の皿」（2016年7月22日、NHK総合） - 江戸っ子 役

### インターネット
- 南圭介・渡辺大輔・馬場良馬 トリプル・ゾーン（2011年9月25日 - 、ニコニコ生放送）
- BACS-TV 〜美男!イケメンガチンコバトル!〜（2011年10月19日 - 2012年12月19日、あっ!とおどろく放送局）
- BACSTV 〜イケメンバラエティ〜（2013年10月30日 - 、AmebaStudio）

### CM
- 日本航空「ハワイ2006 SPORTS×SMILE」（2006年）
- LION「GUEST&ME」（2011年 - 2012年）
- LION「Smile Cosmetique」（2012年）
- ゼリアヘルスウエイ株式会社「インナーコスメ5000」（2014年）

### ライブ・コンサート
- DAISUKE WATANABE with KAZZ 1st LIVE（2011年5月15日、六本木BeeHive）
- LIVE FOR LIFE「音楽彩」〜本田美奈子. 7thメモリアル〜（2011年11月3日、日本橋三井ホール）
- DAISUKE WATANABE SPECIAL X’MAS LIVE 2011（2011年12月24日、月見ル君想フ）
- 2013 LIVE FOR LIFE「音楽彩」〜本田美奈子. メモリアル〜（2013年11月3日、日本橋三井ホール）
- Club SLAZY スペシャルライブ「LUV SLAZY」（2014年4月20日、DUO music exchange） - King 役
- Club SLAZY スペシャルライブ「LUV SLAZY II」（2015年4月10日 - 11日、恵比寿LIQUIDROOM） - King 役
- さよなら中日劇場岡幸二郎inミュージカルコンサート（2017年12月19日）
- ドリーム・キャラバン 2023 with シンフォニック・ジャズ・オーケストラ（2024年1月29日）[16]

### ラジオドラマ
- 青春アドベンチャー（NHK-FM）
  - 海の綺士団 -Umi no kishidan-（2025年4月・全15回） - ルーカス 役[17]

## 作品

### 写真集
- Prologue（2008年9月17日、ポニーキャニオン）ISBN 978-4594057053
- NIGHT & DAY（2013年2月、Web限定）

### CD
- ミュージカル『テニスの王子様』ベストアクターズシリーズ011 渡辺大輔 as 手塚国光（2008年7月30日）

### DVD
- With the Wind（2008年8月29日、マーベラスエンターテイメント）
- キラキラACTORS TV Vol.11 河合龍之介・渡辺大輔（2009年2月18日、マーベラスエンターテイメント）
- 渡辺大輔 プライベートジャーニー in 香港・マカオ（エースデュース）
  - 香港・九龍編（2009年7月17日）
  - 香港・香港島編（2009年8月21日）
  - 深圳・マカオ編（2009年9月18日）
  - 深圳・深圳編（2009年10月23日）
- ハッピーレシピ! 〜美男たちの昼下がり〜（2011年11月2日、アルバトロス）
- 『リアルfaces 渡辺大輔』DVD（2015年5月、幻冬舎コミックス）